# 霧島市立小浜小学校
霧島市立小浜小学校（きりしましりつ おばましょうがっこう）は、鹿児島県霧島市隼人町小浜にある市立の小学校。

## 概要
霧島市隼人町の南西部に位置する小学校である。
平成25年度から特認通学制度を導入しており、市内の別の校区からも通学が可能である。

## 沿革
- 1880年（明治13年） - 創設。
- 2005年（平成17年） - 国分市と姶良郡6町の新設合併に伴い、霧島市立小浜小学校と改称。